# Austrochthonius zealandicus
Austrochthonius zealandicus är en spindeldjursart som beskrevs av Beier 1966. Austrochthonius zealandicus ingår i släktet Austrochthonius och familjen käkklokrypare.

## Underarter
Arten delas in i följande underarter:
- A. z. obscurus
- A. z. zealandicus